# Manchester (Vermont)
Manchester è un comune degli Stati Uniti d'America, situato nello Stato del Vermont e in particolare nella contea di Bennington. È uno dei due capoluoghi della contea insieme a Bennington.